# 日正 (大石寺)
日正（にっしょう、1862年1月17日（文久元年12月18日） - 1923年（大正12年）8月18日）は、大石寺第57世法主。阿部姓。大石寺第65世日淳・第66世日達の師範。

## 経歴
- 1861年（文久元年）12月18日、誕生。
- 出家して慈照と号す。
- 1900年（明治33年）、顕本法華宗との法論の全権委員を務める。
- 1908年（明治41年）10月29日、56世日応より法の付嘱を受け、大石寺第57世日正として登座。
- 1912年（明治45年）6月7日、宗派名を日蓮宗富士派から日蓮正宗と改める。
- 1915年（大正4年）、鼓楼を改築。
- 1922年（大正11年）9月11日、日蓮聖人大師号隆賜請願を提出。同年10月13日、宮内省より「立正大師」と諡号（しごう）された。
- 1923年（大正12年）8月12日、第58世日柱に法を付属。同年8月18日、61歳で死去した。

### 相承の経緯
「この日正上人は、7月のはじめ乃至（ないし）6月の終りかも知れませんが、大正12年の夏のはじめに体がお弱くなったために、いちおう興津へ一軒を借りまして、ご養生されておりました。その時に私も7月中頃以後、そこにお付きをしておりまして、よく、その間の事情は知っております。それで、8月11日の夕方に大学頭・日柱上人が、大阪の中弥兵衛という人と牧野梅太郎という人の2人に付き添われて、興津の日正上人のところへ来られました。(中略)33人は、興津に大きな宿屋が当時ありまして、何というのか覚えていませんが、その宿屋へ行って泊っておって、夜中の12時に再び来まして、それで今度は日柱上人だけが、蚊帳に入ってゆっくりお話を聞いたのです。それがご相承だったのです。」（昭和47年6月、66世日達談「蓮華」より)